# Budget du gouvernement du Québec de 1991
1990 1992
Le budget du gouvernement du Québec de 1991 s'appliquant à l'année fiscale 1991-92 est présenté par Gérard D. Levesque le 2 mai 1991 à l'Assemblée nationale. C'est le septième exposé budgétaire de Gérard D. Levesque et le 2e budget de la 34e législature.

## Contexte
Le budget est déposé quelques mois après la Guerre du Golfe et dans un contexte de récession, le Canada ayant été le premier pays industrialisé à entrer officiellement en récession. La politique monétaire restrictive de la Banque du Canada, visant à limiter l'inflation (4,8 % en 1990), contribue également à ralentir l'activité économique.
Le budget fait également suite à l'entrée en vigueur de la Taxe sur les produits et services (TPS) le 1er janvier 1991.

### Déclaration du 30 août 1990
Le ministre des Finances Gérard D. Levesque annonce le 30 août 1990 une réforme majeure des taxes de vente au Québec avec l'instauration à venir de la taxe de vente du Québec (TVQ) et l'abolition d'une série de taxes dont l'ancienne taxe de vente.

## Principales mesures

### Impôt sur le revenu
Le ministre annonce plusieurs bonifications relative à l'impôt sur le revenu :
- Le régime fiscal et les prestations des programmes APTE et APPORT sont indexés de 4,5 % au 1er janvier 1992[3].
- Le programme d'allocations à la naissance est bonifié de 20 millions de dollars[4]: 
  - L'allocation passe de 6 000 $ à 7 500 $ par enfant à partir du 3e.
  - Le montant versé pour le 1er enfant (500 $) et le 2e (1 000 $) est inchangé.

#### Incitatifs à l'investissement
Les déductions offertes pour le régime d'épargne-actions (RÉA) sont modifiées pour mieux cibler les investissements sur les entreprises de taille petite et moyenne:
| Montant des actifs de l'entreprise faisant l'objet d'un placement en RÉA | Déduction offerte | Déduction offerte |
| Montant des actifs de l'entreprise faisant l'objet d'un placement en RÉA | Avant budget      | Après budget      |
| ------------------------------------------------------------------------ | ----------------- | ----------------- |
| ≥ 2,5 milliards                                                          | 50 %              | 0 %               |
| Entre 1 et 2,5 milliards                                                 | 50 %              | 50 %              |
| Entre 250 millions et 1 milliard                                         | 50 %              | 75 %              |
| Entre 50 et 250 millions                                                 | 75 %              | 100 %             |
| Entre 2 et 50 millions                                                   | 100 %             | 100 %             |

Le budget autorise également pour 1991 et 1992 une déduction à l'achat de débentures convertibles,:
- Au taux de 50 % si l'actif de la société est inférieur à 250 millions de dollars ;
- Au taux de 25 % s'il est compris entre 250 millions et 1 milliard de dollars.

Le taux de déduction pour les placements en SPEQ est également relevé de 25 points de pourcentage. D'autres mesures plus spécifiques sont également annoncées à l'occasion du budget (aide à la production cinématographique, déduction à 125 % pour les coopératives, appui aux caisses Desjardins).

### Impôts sur les sociétés
La hausse des impôts portant sur les entreprises (contribution au Fonds des services de santé, taxe sur le capital et taux d'impôt sur les sociétés) est anticipée au 1er septembre 1991 au lieu du 1er janvier 1992.
Un certain nombre de crédits d'impôts sont créés et notamment:
- Le crédit d'impôt remboursable à l'égard d'une production cinématographique québécoise qui rembourse 40 % du coût de main-d'œuvre admissible ;
- Le crédit d'impôt pour la capitalisation des PME qui accorde un crédit remboursable lors de l'émission de capital de risque.

### Autres taxes
La taxe sur les carburants est relevée de 0,02 $ par litre dès le jour du budget et d'un même montant avec effet au 1er septembre 1991. La hausse appliquée est plus faible dans les régions périphériques et celles dites spécifiques.
Le budget annonce un relèvement de plusieurs autres taxes:
- L'impôt sur le tabac est relevé d'0,01 $ par cigarette à effet immédiat ;
- Le taux de taxe sur les boissons alcooliques est relevé le 1er juillet 1991 ;
  - La taxe sur la bière est relevée de 0,034 $ par bouteille ;
  - La taxes sur les autres boissons alcoolique est relevé de 0,20 $ par litre.

Les deux mesures devaient générer 140 millions de dollars de revenus supplémentaires en 1991-1992.

## Réactions

### Presse
Le budget est reçu fraîchement par les éditorialistes de la presse écrite. Tant Claude Picher de La Presse que Peter Hadekel de The Gazette pointent que le maintien de la taxe de vente à 8 % au lieu de 7 % causera une forte augmentation du fardeau fiscal à l'entrée en vigueur de la TVQ en 1992.
Peter Hadekel critique également la hausse des impôts sur les sociétés dans un contexte de récession ainsi que le peu d'empressement du gouvernement à réduire ses dépenses, sauf à les décharger sur les municipalités.

## Parcours législatif

### Projet de loi 407
Le budget est principalement mis en œuvre par le projet de loi 407 déposé par le ministre du Revenu Raymond Savoie le 6 décembre 1991. La loi, longue de 186 pages et modifiant 12 lois différentes, est adoptée sur division par l'Assemblée nationale le 17 mars 1992, la veille de la clôture de la 1re session de la 34e législature, et sanctionnée le lendemain,.

### Projet de loi 175
Les mesures relatives à la sécurité du revenu sont reprises dans le projet de loi 175 déposé par le ministre de la Main-d'œuvre, de la Sécurité du revenu et de la Formation professionnelle André Bourbeau le 6 novembre 1991. La loi est adoptée par l'Assemblée nationale le 18 décembre 1991 et sanctionnée le même jour,.

## Exécution
L'exécution du budget est décevante avec une sous-exécution des revenus autonomes (-1,2 %) et des dépenses un peu plus élevées que prévu (+ 0,7 %):
- Au titre des revenus, les taxes de vente, sur le tabac ainsi que les revenus des sociétés d'État affichent des recettes plus faibles que prévues, partiellement compensées par un meilleur rendement des impôts sur les sociétés.
- Les transferts fédéraux sont plus faibles qu'attendu du fait d'une forte réduction des revenus tirés de la péréquation (-459 millions), partiellement compensée par des recettes plus élevées au titre du Régime d'assistance publique du Canada et du Financement des programmes établis ;
- Au titre des dépenses, un très haut niveau de péremptions de crédit (835,6 millions) limitent le dépassement de l'objectif fixé dans le discours du 2 mai mais des crédits supplémentaires de 681,5 millions ont été requis notamment pour :
  - 69,9 millions au service de la dette du fait de la hausse des taux d'intérêts ;
  - 106 millions de dollars causés par la non-réalisation de la contribution-santé à la Régie de l'assurance-maladie ;
  - 66 millions de dollars de dépassements dans le réseau de la santé et des services sociaux ;
  - 105 millions à la sécurité du revenu du fait de l'augmentation du nombre de bénéficiaires des programmes d'aide sociale ;
  - 134 millions de dollars à l'enseignement supérieur et à la formation professionnelle, plus 44 millions à l'aide financière aux études.

|                       |                      |                     |                      |           |
| Indicateur            | 21 mars 1991 Crédits | 2 mai 1991 Discours | Résultats définitifs | Variation |
|                       |                      |                     |                      |           |
| Revenus autonomes     | NC                   | 28 018              | 27 695               | 323       |
| Transferts fédéraux   | NC                   | 6 891               | 6 776                | 115       |
| Revenus totaux        | NC                   | 34 909              | 34 471               | 438       |
|                       |                      |                     |                      |           |
| Dépenses de programme | 38 567               | 38 389              | 33 984               | 273       |
| Service de la dette   | 38 567               | 38 389              | 4 678                | 273       |
| Dépenses              | 38 567               | 38 389              | 38 662               | 273       |
|                       |                      |                     |                      |           |
| Déficit               | NC                   | 3 480               | 4 191                | 711       |
|                       |                      |                     |                      |           |